# 519. pr. Kr.
◄ | 7. stoljeće pr. Kr. | 6. stoljeće pr. Kr. | 5. stoljeće pr. Kr. | ►
◄ | 540-ih pr. Kr. | 530-ih pr. Kr. | 520-ih pr. Kr. | 510-ih pr. Kr. | 500-ih pr. Kr. | 490-ih pr. Kr. | 480-ih pr. Kr. | ►
◄◄ | ◄ | 522. pr. Kr. | 521. pr. Kr. | 520. pr. Kr. | 519 pr. Kr. | 518. pr. Kr. | 517. pr. Kr. | 516. pr. Kr. | ► | ►►
Astronomija

## Događaji
- pobjeda Darijevih Perzijanaca protiv skitskih plemena Sakovije.

## Rođenja
- Kserkso I. (perzijski kralj), sin kraljice Atose i kralja Darija I. Velikog.